# Dhangaon
Dhangaon fou un estat tributari protegit del tipus thakurat garantit, a l'Índia central. Estava sota jurisdicció del comissionat en cap de les Províncies Centrals. Pagava un tribut de 100 lliures (1881).
El thakur rebia un subsidi dels Sindhia de Gwalior en compensació per la utilització de les seves terres.